# La Chartre-sur-le-Loir
La Chartre-sur-le-Loir es una comuna francesa situada en el departamento de Sarthe, en la región de Países del Loira. Tiene una población estimada, en 2022, de 1380 habitantes.

## Demografía
| 1649 | 1800 | 1826 | 1741 | 1669 | 1547 | 1380 |
| Para los censos de 1962 a 1999 la población legal corresponde a la población sin duplicidades (Fuente: INSEE [Consultar]) |      |      |      |      |      |      |